# フォン＝ロムー＝オデイヨ＝ヴィア
フォン＝ロムー＝オデイヨ＝ヴィア （フランス語: Font-Romeu-Odeillo-Via、カタルーニャ語:Font-romeu, Odelló i Vià）は、フランス、オクシタニー地域圏ピレネー＝オリアンタル県のコミューン。

## 地理
ピレネー山脈の中央部にあり、セルダーニュ地方（カタルーニャ語ではサルダーニャ）に属する。

## 気候
フォン＝ロムーの気候は高山気候である。夏は通常暑く乾燥し（時には夏の夜に谷で嵐が吹き荒れる）、気温は10℃から32℃の間である。秋と春は非常に降雨が多い。冬は－10℃から10℃の範囲で、氷に覆われる。

### オリンピックの地
フォン＝ロムーは標高が高いため、1968年のメキシコオリンピックに出場するフランス選手が高地に体を慣らすための合宿が行われた。まちには今も高地における国立トレーニング・センターがある。

## 歴史
1822年、かつてのコミューン、オデイヨとヴィアが合併して誕生したコミューンである。現在の名称となったのは1957年からである。

## 人口統計
| 1962年 | 1968年 | 1975年 | 1982年 | 1990年 | 1999年 | 2006年 |
| ------ | ------ | ------ | ------ | ------ | ------ | ------ |
| 1371   | 1857   | 2098   | 2150   | 1857   | 2003   | 1995   |

参照元:INSEE · 

## 経済

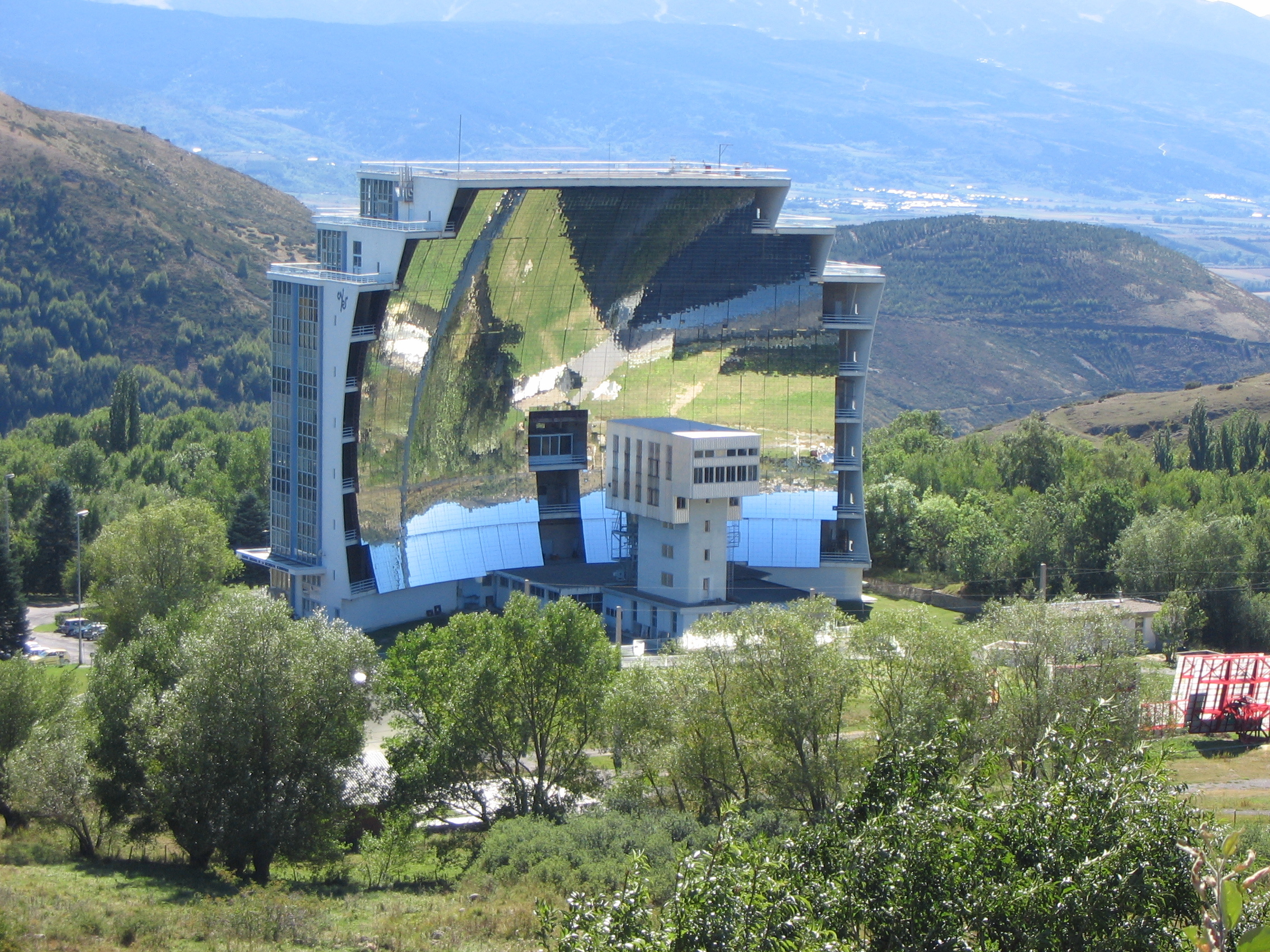
オデイヨの太陽炉

フォン＝ロムーの日照時間の長さと汚染されていない大気（標高が高いことと湿度が低いことを意味する）から、太陽光研究センターが置かれている。

## ゆかりの人物
- ジャン・フェラ（fr:Jean Ferrat） - 詩人、歌手。ナチスドイツ占領時代の2年あまりフォン＝ロムーに滞在していた。
- コレット・ベッソン - メキシコオリンピック、陸上競技女子400mの金メダリスト。トレーニングのためフォン＝ロムーに滞在した。